# Liu Haiguang
Liu Haiguang (en chino: 柳海光; pinyin: Liǔ Hǎiguāng; Shanghái, 11 de julio de 1963) es un exfutbolista chino que jugaba en la posición de delantero.

## Carrera

### Club
| Periodo   | Club          | País       |
| --------- | ------------- | ---------- |
| 1982–1987 | Shanghai Team | China      |
| 1987–1989 | FK Partizan   | Yugoslavia |
| 1989–1991 | Shanghai Team | China      |

### Selección nacional
Jugó para China en 57 ocasiones entre 1983 y 1990 y anotó 36 goles, participó en dos ediciones de la Copa Asiática, los Juegos Asiáticos de 1986 y en los Juegos Olímpicos de Seúl 1988.

## Logros
- Copa de Yugoslavia: 1988–89
- Copa de China de fútbol: 1991